# Christoph Sieber
Pour les articles homonymes, voir Sieber.
Christoph Sieber, né le 9 janvier 1971 à Wels, est un skipper autrichien. 

## Carrière
Christoph Sieber participe aux Jeux olympiques de 2000 à Sydney dans l'épreuve de la planche à voile Mistral. Il remporte la médaille d'or.